# Carlo Cóccioli
Carlo Cóccioli o Coccioli (Livorno, 15 de mayo de 1920 - Ciudad de México, 5 de agosto de 2003) fue un escritor italiano radicado durante muchos años en México, país al que consideraba su segunda patria y donde murió. Utilizó como lengua literaria tanto el italiano, como el francés y el español. Fue condecorado al valor militar durante la Segunda Guerra Mundial y alcanzó gran fama (sobre todo en Hispanoamérica y no tanto en Italia, donde fue considerado un escritor raro y ajeno) por sus novelas, en las que abordó temas polémicos, como la homosexualidad. En Italia su figura literaria fue muy discutida: atacado por Guido Piovene y defendido por Curzio Malaparte o Aldo Palazzeschi, su obra fue reivindicada por autores más jóvenes, como Pier Vittorio Tondelli en su libro Un weekend postmoderno (1990). Esto supuso su difusión entre toda una nueva generación de lectores.

## Infancia y juventud. Segunda Guerra Mundial y estudios
Su padre era militar (oficial de los bersaglieri) y por ello, siguiendo sus distintos destinos, Cóccioli pasó su infancia y adolescencia en Libia (en concreto, en las ciudades de Trípoli y Bengasi). Luego se trasladó a Italia, primero a Fiume y luego a la Toscana, donde le sorprendió el comienzo de la Segunda Guerra Mundial. En 1943 Cóccioli se unió a la resistencia partisana del grupo Giustizia e Libertà (Justicia y Libertad) que actuaba en los Apeninos tosco-emilianos. Fue capturado por los alemanes y logró evadirse de la cárcel de Bolonia. Por su lucha antifascista, una vez terminada la guerra, fue condecorado con la medalla de plata al valor militar.
Tras la guerra, se licenció en Lenguas y Literaturas Orientales (árabe y hebreo) por la Universidad La Oriental de Nápoles y se doctoró en la Universidad de Roma. Su primera novela, El mejor y el último (Florencia: Vallecchi Editore), se publicó en 1946. A esta le siguieron La difícil esperanza (1947), El pequeño valle de Dios (1948), El Cielo y la Tierra (1950), El Juego (1950), El baile de los extraviados (1950) y Fabrizio Lupo (1952)

## Fabrizio Lupo(1952)
En 1952, publicó en París su novela Fabrizio Lupo, escrita directamente en francés. Debido a su argumento escandaloso (el descubrimiento de su homosexualidad de un joven católico que termina suicidándose) no se tradujo al italiano hasta 1978, en la editorial Rusconi. Fue el propio Cóccioli quien la tradujo al italiano, aunque Dario Bellezza prefería la versión original en francés, superior (según su criterio) estilísticamente. En cualquier caso, fue una obra que tuvo en los años cincuenta una gran repercusión y generó tal polémica que Cóccioli debió abandonar Europa en 1953 para instalarse en México. Pier Paolo Pasolini se pudo inspirar en esta novela para crear el protagonista de su libro (y también película) Teorema.

## México
Primero residió en la capital del país, y a partir de 1997, en Cuernavaca, donde se instaló con su hijo adoptivo Javier. En México, Cóccioli escribió sus obras más importantes, como su novela David (1976), que quedó finalista del Premio Campiello en Italia, hasta He encontrado al Dios de Israel, texto autobiográfico en el que cuenta su conversión al judaísmo, religión con la que había estado en contacto desde niño porque su madre procedía de una familia hebrea.

## Obras en español
- A la luz del sueño. Barcelona: Luis de Caralt, 1965
- El cielo y la tierra. Traducción de Herman Mario Cueva. Buenos Aires: Emecé, 1955
- David. Traducción del francés por Javier Albiñana. Barcelona: Planeta, 1978
- Dos veces México. Prólogo de Gerardo de la Concha, traducción de Blanca Chacel y Aurelio Garzón del Camino. México: Fondo de Cultura Económica, 1998
- Hombres en fuga. México: Diana, 1979
- La sentencia del Ayatola. Madrid: Vergara, 1989
- Un suicidio. Barcelona: Luis de Caralt, 1963
- Yo, Cuauhtémoc. México: SEP, 1988

## Condecoraciones

Medalla de plata al valor militar.